# 御殿山駅
御殿山駅（ごてんやまえき）は、大阪府枚方市御殿山町にある、京阪電気鉄道京阪本線の駅。駅番号はKH22。

## 概要
1658年（万治元年）に永井尚庸の陣屋が置かれたことで、駅東側の小高い山が御殿山と呼ばれるようになり、駅名もこれに由来する。御殿山は南北朝時代の真木城（牧城）址、戦国時代の渚城址にも比定されている。
隣接する枚方市駅に特急が停車し利便性の面で大きく上回るため、京阪本線の大阪府内の複線区間では最も乗降客数が少ない駅で、磯島地区・渚地区など徒歩圏内からの利用が中心となっている。

## 歴史
京阪電気鉄道の誘致によって大阪市天王寺区悲田院町から北河内郡牧野村大字渚（現・枚方市御殿山町）へ移転することとなった大阪美術学校への便宜を図るために当駅が設置されることとなった。
1929年（昭和4年）5月25日に京阪本線の枚方東口（現・枚方市） - 牧野間に新設開業。同年6月1日に大阪美術学校が現在の枚方市立御殿山生涯学習美術センターの場所へ新築移転した。
当時は駅の周辺795メートルが京阪国道（現・京都府道・大阪府道13号京都守口線）を走る併用軌道だった。1931年（昭和6年）7月に分離され専用軌道化されたが、今もこの区間は府道と並走している。
出町柳行ホームへは平日・土曜の午前8時から午前8時50分まで利用できる臨時出口だけであったが、2009年（平成21年）10月より出町柳方面ホーム淀屋橋側に常設改札口の設置と階段・スロープの工事、淀屋橋方面行ホームのスロープの改修工事、上下線の各ホームに多目的トイレの設置工事が開始され2010年（平成22年）3月に完成した。この時、臨時出口を廃止した。

### 年表
- 1929年（昭和4年）5月25日：京阪本線の枚方東口（現・枚方市） - 牧野間に新設開業[5]。
- 1931年（昭和6年）7月21日：駅京都側が併用軌道から専用軌道に改修される[6]。
- 1934年（昭和9年）
  - 9月21日：室戸台風で被災、同月24日運行再開[7]。
  - 9月29日：現在地に駅が移設される[5]。
- 1935年（昭和10年）8月11日：宇治川が氾濫して不通。8月13日運転再開[7]。
- 1939年（昭和14年）3月1日：大阪陸軍兵器支廠禁野倉庫の爆発事故により駅使用不能、3月6日駅の使用が再開[8]。
- 1943年（昭和18年）10月1日：会社合併により京阪神急行電鉄（阪急電鉄）の駅となる。
- 1949年（昭和24年）12月1日：会社分離により京阪電気鉄道の駅となる。
- 1953年（昭和28年）9月26日：台風13号により、京阪伏見変電所から橋本変電所への送電線の切断で停電、運休。10月1日、駅再開[9]。
- 1961年（昭和36年）9月16日：第2室戸台風により16時30分より列車運行停止、翌17日午後3時より運転再開[10]
- 1969年（昭和44年）4月20日：構内地下通路完成、構内踏切を廃止[5]。
- 1980年（昭和55年）2月20日 - 21日：磯島曲線で発生した京阪電車置石脱線事故のため、事故直後から翌21日の午前中すべての列車が運休。
- 1985年（昭和60年）9月2日：上り臨時改札口を新設、使用開始[5]。
- 1996年（平成8年）3月29日：大阪行きホームに車イス対応のトイレ設置使用開始[11]。
- 1999年（平成11年）7月1日：大阪行きホームに冷房付き待合室設置[12]。
- 2010年（平成22年）3月27日：京都行き改札口使用開始､駅がバリアフリー化完了[13]。
- 2014年（平成26年）
  - 3月7日：大阪行きホームの足下灯をLEDに更新[14]。
  - 5月21日：大阪行きホーム側改札外に有料駐輪場「エコステーション21　御殿山」供用開始[15]。

## 駅構造

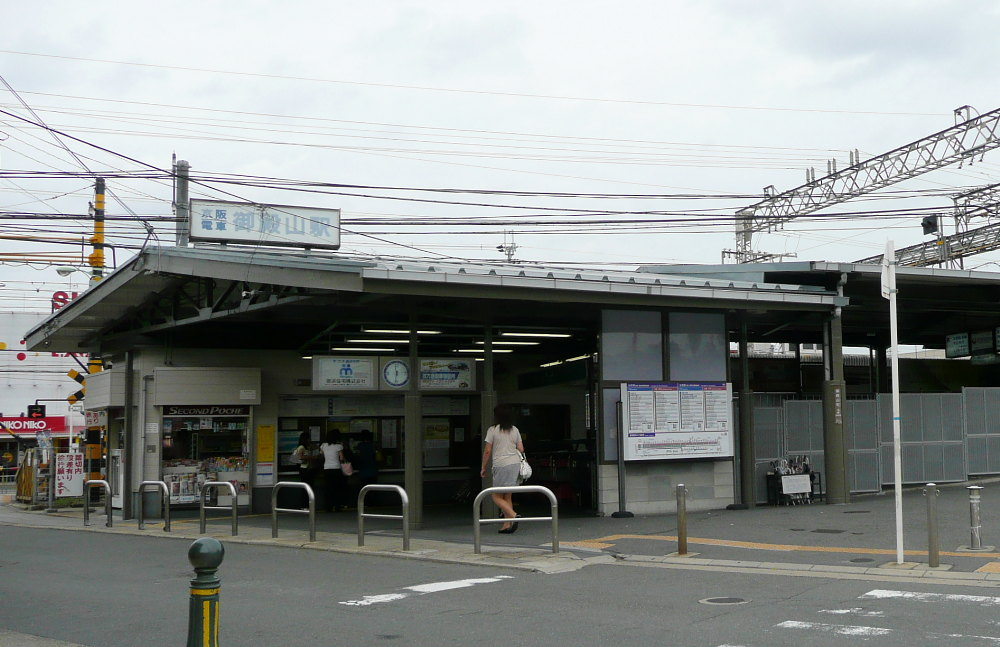
駅舎（2007年9月）

相対式2面2線のホームを持つ地平駅。両ホームは地下通路でつながっている。
駅舎（改札口）は出町柳方面・淀屋橋方面共にホームの枚方市寄りにあり、淀屋橋行の改札口には自動券売機3台、自動改札機5台（その内3台はICカード対応）が設置されている。
両ホームとも有効長は8両。
ホームはややカーブしており、高速で通過する列車に合わせてカントが設けられている。そのため、淀屋橋方面行き列車への乗降の際、電車とホームの間が広く開いていたが、2006年4月のホーム改修工事により多少改善され、2014年3月にはホーム下に隙間を知らせるLEDの足下灯が設置された。また、駅到着前には注意を呼びかける車内放送が流され、駅でも注意喚起放送が流される。

### のりば
| 番線 | 路線      | 方向 | 行先                 |
| ---- | --------- | ---- | -------------------- |
| 1    | ■京阪本線 | 上り | 三条・出町柳方面     |
| 2    | ■京阪本線 | 下り | 淀屋橋・中之島線方面 |

## 利用状況
2022年（令和4年）度のある特定日における1日乗降人員は11,917人（乗車人員：6,015人、降車人員：5,902人）である。
各年度の特定日における1日利用状況は下表の通りである。
| 年度               | 乗車人員 | 降車人員 | 乗降人員 | 出典          | 出典          |
| 年度               | 乗車人員 | 降車人員 | 乗降人員 | 大阪府        | 枚方市        |
| ------------------ | -------- | -------- | -------- | ------------- | ------------- |
| 1966年（昭和41年） | 2,268    | -        | -        | [ 大阪府 1 ]  | -             |
| 1967年（昭和42年） | 2,578    | -        | -        | [ 大阪府 2 ]  | -             |
| 1968年（昭和43年） | 2,918    | -        | -        | [ 大阪府 3 ]  | -             |
| 1969年（昭和44年） | 4,134    | -        | -        | [ 大阪府 4 ]  | -             |
| 1970年（昭和45年） | 5,054    | -        | -        | [ 大阪府 5 ]  | -             |
| 1971年（昭和46年） | 5,776    | -        | -        | [ 大阪府 6 ]  | -             |
| 1972年（昭和47年） | 6,585    | -        | -        | [ 大阪府 7 ]  | -             |
| 1973年（昭和48年） | 7,042    | -        | -        | [ 大阪府 8 ]  | -             |
| 1974年（昭和49年） | 7,149    | -        | -        | [ 大阪府 9 ]  | -             |
| 1975年（昭和50年） | 7,122    | -        | -        | [ 大阪府 10 ] | -             |
| 1976年（昭和51年） | 7,207    | -        | -        | [ 大阪府 11 ] | -             |
| 1977年（昭和52年） | 7,249    | -        | -        | [ 大阪府 12 ] | -             |
| 1978年（昭和53年） | 7,205    | -        | -        | [ 大阪府 13 ] | -             |
| 1979年（昭和54年） | 7,322    | -        | -        | [ 大阪府 14 ] | -             |
| 1980年（昭和55年） | 7,499    | -        | -        | [ 大阪府 15 ] | -             |
| 1981年（昭和56年） | 7,755    | -        | -        | [ 大阪府 16 ] | -             |
| 1982年（昭和57年） | 7,731    | 7,198    | 14,929   | [ 大阪府 17 ] | -             |
| 1983年（昭和58年） | 8,128    | 7,810    | 15,938   | [ 大阪府 18 ] | -             |
| 1984年（昭和59年） | 8,431    | 8,010    | 16,441   | [ 大阪府 19 ] | -             |
| 1985年（昭和60年） | 8,324    | 7,733    | 16,057   | [ 大阪府 20 ] | -             |
| 1986年（昭和61年） | 9,519    | 9,045    | 18,564   | [ 大阪府 21 ] | -             |
| 1987年（昭和62年） | 10,000   | 9,624    | 19,624   | [ 大阪府 22 ] | -             |
| 1988年（昭和63年） | 10,098   | 9,594    | 19,692   | [ 大阪府 23 ] | -             |
| 1989年（平成元年） | 10,261   | 9,782    | 20,043   | [ 大阪府 24 ] | -             |
| 1990年（平成02年） | 10,732   | 10,183   | 20,915   | [ 大阪府 25 ] | -             |
| 1991年（平成03年） | -        | -        | -        | [ 大阪府 26 ] | -             |
| 1992年（平成04年） | 10,703   | 10,052   | 20,755   | [ 大阪府 27 ] | -             |
| 1993年（平成05年） | -        | -        | -        | [ 大阪府 28 ] | -             |
| 1994年（平成06年） | -        | -        | -        | [ 大阪府 29 ] | -             |
| 1995年（平成07年） | 8,855    | 8,786    | 17,641   | [ 大阪府 30 ] | -             |
| 1996年（平成08年） | -        | -        | -        | [ 大阪府 31 ] | -             |
| 1997年（平成09年） | -        | -        | -        | [ 大阪府 32 ] | -             |
| 1998年（平成10年） | 7,788    | 7,610    | 15,398   | [ 大阪府 33 ] | -             |
| 1999年（平成11年） | -        | -        | -        | [ 大阪府 34 ] | -             |
| 2000年（平成12年） | 7,842    | 7,468    | 15,310   | [ 大阪府 35 ] | -             |
| 2001年（平成13年） | -        | -        | -        | [ 大阪府 36 ] | -             |
| 2002年（平成14年） | 8,542    | 8,064    | 16,606   | [ 大阪府 37 ] | [ 枚方市 1 ]  |
| 2003年（平成15年） | 8,126    | 7,729    | 15,855   | [ 大阪府 38 ] | [ 枚方市 1 ]  |
| 2004年（平成16年） | 7,763    | 7,462    | 15,225   | [ 大阪府 39 ] | [ 枚方市 1 ]  |
| 2005年（平成17年） | 7,500    | 7,291    | 14,791   | [ 大阪府 40 ] | [ 枚方市 1 ]  |
| 2006年（平成18年） | 7,182    | 6,950    | 14,132   | [ 大阪府 41 ] | [ 枚方市 1 ]  |
| 2007年（平成19年） | 7,157    | 6,976    | 14,133   | [ 大阪府 42 ] | [ 枚方市 2 ]  |
| 2008年（平成20年） | 6,860    | 6,563    | 13,423   | [ 大阪府 43 ] | [ 枚方市 3 ]  |
| 2009年（平成21年） | 6,798    | 6,661    | 13,459   | [ 大阪府 44 ] | [ 枚方市 4 ]  |
| 2010年（平成22年） | 6,909    | 6,650    | 13,559   | [ 大阪府 45 ] | [ 枚方市 5 ]  |
| 2011年（平成23年） | 7,125    | 6,808    | 13,933   | [ 大阪府 46 ] | [ 枚方市 6 ]  |
| 2012年（平成24年） | 6,654    | 6,547    | 13,201   | [ 大阪府 47 ] | [ 枚方市 7 ]  |
| 2013年（平成25年） | 6,791    | 6,647    | 13,438   | [ 大阪府 48 ] | [ 枚方市 8 ]  |
| 2014年（平成26年） | 6,987    | 6,840    | 13,827   | [ 大阪府 49 ] | [ 枚方市 9 ]  |
| 2015年（平成27年） | 7,093    | 6,967    | 14,060   | [ 大阪府 50 ] | [ 枚方市 10 ] |
| 2016年（平成28年） | 6,930    | 6,887    | 13,817   | [ 大阪府 51 ] | [ 枚方市 11 ] |
| 2017年（平成29年） | 6,736    | 6,629    | 13,365   | [ 大阪府 52 ] | [ 枚方市 12 ] |
| 2018年（平成30年） | 6,987    | 6,955    | 13,942   | [ 大阪府 53 ] | [ 枚方市 13 ] |
| 2019年（令和元年） | 7,032    | 6,886    | 13,918   | [ 大阪府 54 ] | [ 枚方市 14 ] |
| 2020年（令和02年） | 5,880    | 5,762    | 11,642   | [ 大阪府 55 ] | [ 枚方市 15 ] |
| 2021年（令和03年） | 5,778    | 5,588    | 11,366   | [ 大阪府 56 ] | [ 枚方市 16 ] |
| 2022年（令和04年） | 6,015    | 5,902    | 11,917   | [ 大阪府 57 ] | [ 枚方市 17 ] |

## 駅周辺
- 御殿山神社
- 枚方市立御殿山生涯学習美術センター（1944年に閉校となった大阪美術学校跡地に1987年に開設された[4]）
- 御殿山図書館
- 渚の院跡（江戸時代に建てられた観音寺の梵鐘と鐘楼が残っている[17]）
- 渚地区
- 福田総合病院
- 枚方渚郵便局
- 御殿山バッティングセンター
- ライフ御殿山店
- コメリ御殿山店
- 近畿情報高等専修学校
- 大阪府立枚方なぎさ高等学校
- 磯島取水場（淀川から村野浄水場・中宮浄水場へ取水口）
- 京都府道・大阪府道13号京都守口線
- 大阪府道804号北河内自転車道線

## バス路線
駅西口側を通る京都府道・大阪府道13号線沿いに京阪バスの「御殿山」停留所があり、日中のみ下記の路線が経由する。なお、駅東口側にはロータリーが整備されているが、タクシー乗り場となっているためバスは乗り入れない。
| のりば | 路線名 | 系統・行先                       |
| ------ | ------ | -------------------------------- |
| 北行き | 招提線 | 38号経路：摂南大学枚方キャンパス |
| 南行き | 招提線 | 38号経路：枚方市駅北口           |

## 隣の駅
京阪電気鉄道
京阪本線
■快速特急「洛楽」・□ライナー・■特急・■通勤快急・■快速急行・■急行
通過
■通勤準急（平日朝下りのみ運転）・■準急・■区間急行・■普通
枚方市駅 (KH21) - 御殿山駅 (KH22) - 牧野駅 (KH23)
- 括弧内は駅番号を示す。

### 記事本文

### 利用状況の出典
1. ↑  大阪府統計年鑑 - 大阪府
2. ↑  枚方市統計書 - 枚方市

大阪府統計年鑑
1. ↑  大阪府統計年鑑（昭和42年） (PDF)
2. ↑  大阪府統計年鑑（昭和43年） (PDF)
3. ↑  大阪府統計年鑑（昭和44年） (PDF)
4. ↑  大阪府統計年鑑（昭和45年） (PDF)
5. ↑  大阪府統計年鑑（昭和46年） (PDF)
6. ↑  大阪府統計年鑑（昭和47年） (PDF)
7. ↑  大阪府統計年鑑（昭和48年） (PDF)
8. ↑  大阪府統計年鑑（昭和49年） (PDF)
9. ↑  大阪府統計年鑑（昭和50年） (PDF)
10. ↑  大阪府統計年鑑（昭和51年） (PDF)
11. ↑  大阪府統計年鑑（昭和52年） (PDF)
12. ↑  大阪府統計年鑑（昭和53年） (PDF)
13. ↑  大阪府統計年鑑（昭和54年） (PDF)
14. ↑  大阪府統計年鑑（昭和55年） (PDF)
15. ↑  大阪府統計年鑑（昭和56年） (PDF)
16. ↑  大阪府統計年鑑（昭和57年） (PDF)
17. ↑  大阪府統計年鑑（昭和58年） (PDF)
18. ↑  大阪府統計年鑑（昭和59年） (PDF)
19. ↑  大阪府統計年鑑（昭和60年） (PDF)
20. ↑  大阪府統計年鑑（昭和61年） (PDF)
21. ↑  大阪府統計年鑑（昭和62年） (PDF)
22. ↑  大阪府統計年鑑（昭和63年） (PDF)
23. ↑  大阪府統計年鑑（平成元年） (PDF)
24. ↑  大阪府統計年鑑（平成2年） (PDF)
25. ↑  大阪府統計年鑑（平成3年） (PDF)
26. ↑  大阪府統計年鑑（平成4年） (PDF)
27. ↑  大阪府統計年鑑（平成5年） (PDF)
28. ↑  大阪府統計年鑑（平成6年） (PDF)
29. ↑  大阪府統計年鑑（平成7年） (PDF)
30. ↑  大阪府統計年鑑（平成8年） (PDF)
31. ↑  大阪府統計年鑑（平成9年） (PDF)
32. ↑  大阪府統計年鑑（平成10年） (PDF)
33. ↑  大阪府統計年鑑（平成11年） (PDF)
34. ↑  大阪府統計年鑑（平成12年） (PDF)
35. ↑  大阪府統計年鑑（平成13年） (PDF)
36. ↑  大阪府統計年鑑（平成14年） (PDF)
37. ↑  大阪府統計年鑑（平成15年） (PDF)
38. ↑  大阪府統計年鑑（平成16年） (PDF)
39. ↑  大阪府統計年鑑（平成17年） (PDF)
40. ↑  大阪府統計年鑑（平成18年） (PDF)
41. ↑  大阪府統計年鑑（平成19年） (PDF)
42. ↑  大阪府統計年鑑（平成20年） (PDF)
43. ↑  大阪府統計年鑑（平成21年） (PDF)
44. ↑  大阪府統計年鑑（平成22年） (PDF)
45. ↑  大阪府統計年鑑（平成23年） (PDF)
46. ↑  大阪府統計年鑑（平成24年） (PDF)
47. ↑  大阪府統計年鑑（平成25年） (PDF)
48. ↑  大阪府統計年鑑（平成26年） (PDF)
49. ↑  大阪府統計年鑑（平成27年） (PDF)
50. ↑  大阪府統計年鑑（平成28年） (PDF)
51. ↑  大阪府統計年鑑（平成29年） (PDF)
52. ↑  大阪府統計年鑑（平成30年） (PDF)
53. ↑  大阪府統計年鑑（令和元年） (PDF)
54. ↑  大阪府統計年鑑（令和2年） (PDF)
55. ↑  大阪府統計年鑑（令和3年） (PDF)
56. ↑  大阪府統計年鑑（令和4年） (PDF)
57. ↑  大阪府統計年鑑（令和5年） (PDF)

枚方市統計書
1. 1 2 3 4 5  第37回枚方市統計書（平成19年版） 09-2.京阪電鉄各駅の乗降車人員 (PDF)  - 枚方市
2. ↑  第38回枚方市統計書（平成20年版） 09-2.京阪電鉄各駅の乗降車人員 (PDF)  - 枚方市
3. ↑  第39回枚方市統計書（平成21年版） 09-2.京阪電鉄各駅の乗降車人員 (PDF)  - 枚方市
4. ↑  第40回枚方市統計書（平成22年版） 09-2.京阪電鉄各駅の乗降車人員 (PDF)  - 枚方市
5. ↑  第41回枚方市統計書（平成23年版） 09-2.京阪電鉄各駅の乗降車人員 (PDF)  - 枚方市
6. ↑  第42回枚方市統計書（平成24年版） 09-2.京阪電鉄各駅の乗降車人員 (PDF)  - 枚方市
7. ↑  第43回枚方市統計書（平成25年版） 09-2.京阪電鉄各駅の乗降車人員 (PDF)  - 枚方市
8. ↑  第44回枚方市統計書（平成26年版） 09-2.京阪電鉄各駅の乗降車人員 (PDF)  - 枚方市
9. ↑  第45回枚方市統計書（平成27年版） 09-2.京阪電鉄各駅の乗降車人員 (PDF)  - 枚方市
10. ↑  第46回枚方市統計書（平成28年版） 09-2.京阪電鉄各駅の乗降車人員 (PDF)  - 枚方市
11. ↑  第47回枚方市統計書（平成29年版） 09-2.京阪電鉄各駅の乗降車人員 (PDF)  - 枚方市
12. ↑  第48回枚方市統計書（平成30年版） 09-2.京阪電鉄各駅の乗降車人員 (PDF)  - 枚方市
13. ↑  第49回枚方市統計書（令和元年版） 09-2.京阪電鉄各駅の乗降車人員 (PDF)  - 枚方市
14. ↑  第50回枚方市統計書（令和2年版） 09-2.京阪電鉄各駅の乗降車人員 (PDF)  - 枚方市
15. ↑  第51回枚方市統計書（令和3年版） 09-2.京阪電鉄各駅の乗降車人員 (PDF)  - 枚方市
16. ↑  第52回枚方市統計書（令和4年版） 09-2.京阪電鉄各駅の乗降車人員 (PDF)  - 枚方市
17. ↑  第53回枚方市統計書（令和5年版） 09-2.京阪電鉄各駅の乗降車人員 (PDF)  - 枚方市